# Michelle Baikie
Pour les articles homonymes, voir Baikie.
 (avril 2025).
La mise en forme du texte ne suit pas les recommandations de Wikipédia : il faut le « wikifier ».
Les points d'amélioration suivants sont les cas les plus fréquents :
- Les titres sont pré-formatés par le logiciel. Ils ne sont ni en capitales, ni en gras.
- Le texte ne doit pas être écrit en capitales (les noms de famille non plus), ni en gras, ni en italique, ni en « petit »…
- Le gras n'est utilisé que pour surligner le titre de l'article dans l'introduction, une seule fois.
- L'italique est rarement utilisé : mots en langue étrangère, titres d'œuvres, noms de bateaux, etc.
- Les citations ne sont pas en italique mais en corps de texte normal. Elles sont entourées par des guillemets français : « et ».
- Les listes à puces sont à éviter, des paragraphes rédigés étant largement préférés. Les tableaux sont à réserver à la présentation de données structurées (résultats, etc.).
- Les appels de note de bas de page (petits chiffres en exposant, introduits par l'outil «  Source ») sont à placer entre la fin de phrase et le point final[comme ça].
- Les liens internes (vers d'autres articles de Wikipédia) sont à choisir avec parcimonie. Créez des liens vers des articles approfondissant le sujet. Les termes génériques sans rapport avec le sujet sont à éviter, ainsi que les répétitions de liens vers un même terme.
- Les liens externes sont à placer uniquement dans une section « Liens externes », à la fin de l'article. Ces liens sont à choisir avec parcimonie suivant les règles définies. Si un lien sert de source à l'article, son insertion dans le texte est à faire par les notes de bas de page.
- La présentation des références doit suivre les conventions bibliographiques. Il est recommandé d'utiliser les modèles {{Ouvrage}}, {{Chapitre}}, {{Article}}, {{Lien web}} et/ou {{Bibliographie}}. Le mode d'édition visuel peut mettre en forme automatiquement les références.
- Insérer une infobox (cadre d'informations à droite) n'est pas obligatoire pour parachever la mise en page.

Pour une aide détaillée, merci de consulter Aide:Wikification.
Si vous pensez que ces points ont été résolus, vous pouvez retirer ce bandeau et améliorer la mise en forme d'un autre article.
Michelle Baikie est une artiste, une photographe, une éducatrice, et une chercheuse en éducation d'art. Elle est canadienne, née à Happy Valley-Goose Bay, NL en 1964. Baikie est Inuk; elle a été élevée sur le territoire à Labrador avec des traditions Inuit culturelles. Cette article consiste d'un résumé des réalisations de Michelle Baikie comme artiste Inuk. Ceci inclut ses techniques artistiques, oeuvres principales, publications, distinctions et appréciations dans le média.

## Techniques artistiques et oeuvres principales
Michelle Baikie présente principalement la culture Inuit dans son art.
Michelle Baikie utilise la photographie comme méthode principale pour ses oeuvres d'art. Elle prend des photos en format portrait et paysage. Baikie utilise des styles diverses qui incluent la photographie de nature, documentaire, médicale, et numérique; ses photos sont considérées comme des oeuvres d'arts fines et abstraites. Il est à noter que Michelle Baikie modifie souvent ses photos avec Adobe Photoshop pour que ses images ressemblent à des peintures.
Les deux oeuvres principales de Baikie sont The Spirit Drummer, 1996 et The Hunter, 1998. L'oeuvre The Spirit Drummer démontre un homme qui joue son tambour. Utiliser le tambour est un acte spirituel dans la culture de Baikie. Elle a manipulé l'image originale pour que plusieurs tambours se présentent dans l'oeuvre. L'autre oeuvre, The Hunter, est une photo d'un chasseur modifiée en couleurs mauves, oranges, et bleus. L'oeuvre démontre le chasseur dans un chemin sur le territoire avec ses outils traditionnelles. Les techniques artistiques utilisées dans ces deux oeuvres sont la modification numérique des photos et la concentration sur la culture Inuit.

## Publications
Spiritual Journey: A Collection of Limited Edition Surreal Photographs, 2008.
Cette oeuvre est une collection de plusieurs images que Michelle Baikie partage. Les images sont culturelles et spirituelles, et reflètent les expériences personnelles de Baikie.

## Expositions
Spirits, 1996, le catalogue First (exposition des oeuvres autochtones en NL).
Spirits, 1996, The Rooms Art Gallery.
The Hunter, 1998, SakKijâjuk: Art and Craft from Nunatsiavut.
The Hunter, 1998, The Rooms Art Gallery.
The Spirit Drummer, 1996, The Rooms Art Gallery.

## Distinctions
En 1992, Michelle Baikie a reçu le prix intitulé School of Visual Communication Cultural Diversity Incentive Award.
Elle a été publiée dans certaines revues et journaux incluant: Today's Parent, Art Atlantic, McMaster's Time, Canadian Journal of Rural Medicine, Canadian Art, National Post, et The Globe and Mail.
Baikie est actuellement membre du conseil d'administration de: The Rooms et Labrador-Grenfell Health,.
Ainsi, Baikie est membre précédente du conseil d'administration de : The Grenfell Foundation, Them Days, Aboriginal Peoples Television Network, et The Canadian Hard of Hearing Association,.

## Appréciation dans le média
Selon THIS Magazine, l'art de Baikie souligne certains aspects invisibles de sa culture. Les personnes Inuit ont besoin de cette visibilité pour réclamer et éduquer leurs traditions.